# Carelessly Yours
Carelessly Yours è il quarto album in studio del cantante svedese Ola Svensson, pubblicato il 7 gennaio 2014 dalla Sony Music.

## Descrizione
Il cantante ha dichiarato di aver impiegato tre anni alla produzione cercando di esprimere se stesso senza preoccuparsi di ciò che gli altri avrebbero potuto pensare al riguardo.
Dall'album sono stati estratti cinque singoli e in particolare il primo, I'm in Love, è quello che ha permesso lui di ottenere per la prima volta una vera e propria hit in Europa. Tale singolo è stato accolto positivamente in Italia, anche se riuscì a ottenere successo solo un anno dopo dalla pubblicazione ufficiale ovvero nell'estate 2013.
La canzone è stata certificata doppio disco di platino dalla F.I.M.I. donando al cantante il suo primo successo nel nostro paese.
Ola ha promosso il singolo agli Italian MTV Awards, dove è stato invitato in qualità di ospite internazionale.
Il secondo singolo Maybe non ha riscosso molto successo commerciale mentre il successivo terzo singolo Jackie Kennedy ha raggiunto la top 40 italiana venendo scelto anche come sigla di -Colorado- (dove il cantante si è in seguito esibito).
Il quarto singolo Tonight I'm Yours ha stazionato alla posizione numero 8 su iTunes Italia ma non è riuscito a imporsi nelle classifiche mentre il quinto e ultimo singolo Rich & Young ha ottenuto un buon riscontro radiofonico e televisivo.
In Svezia i singoli dell'album non sono riusciti ad ottenere un forte impatto e l'album in sé si è dimostrato essere quello di minor successo in patria per la carriera di Ola.
D'altro canto questo album ha però permesso all'Italia e ad alcuni paesi europei di conoscerlo come artista.
In seguito alla pubblicazione dell'album è seguito un tour che ha toccato anche alcune tappe italiane.

## Tracce
1. Overture – 1:29
2. Tonight I'm Yours – 3:56
3. Maybe – 4:42
4. Losin' It – 2:51
5. Human – 3:28
6. Jackie Kennedy – 3:03
7. I'm in Love – 3:20
8. Loser – 3:20
9. Rich & Young – 3:28
10. They Won't Catch Us Alive – 3:14
11. One Day – 3:39